# Mathias Offeciers
Mathias Offeciers (9 mei 2002) is een Belgisch basketballer.

## Carrière
Offeciers speelde in de jeugd van Boom BC, Kangoeroes Basket Willebroek, Pitzemburg Mechelen, Red Vic Wilrijk en Antwerp Giants. Bij de Giants maakte hij in maart 2021 zijn debuut voor de eerste ploeg. Hij speelde dat seizoen 2 wedstrijden voor de eerste ploeg. De volgende twee seizoenen zou hij enkel uitkomen voor de tweede ploeg en in 2022 kampioen spelen in derde klasse. Hij verliet de Giants aan het einde van het seizoen 2022/23 voor Phantoms Basket Boom.
Offeciers was Belgisch jeugdinternational.

## Erelijst
- Kampioen derde klasse: 2022